# Stock Spirits
Stock Spirits Group je producent a distributor destilátů působící v Polsku, České republice, Itálii, Slovensku a dalších zemích. Akcie společnosti jsou kótované na Londýnské burze cenných papírů, Burze cenných papírů Praha a RM-SYSTÉMu.

## Historie
Tradice společnosti sahá až do roku 1884, kdy Lionello Stock se svým partnerem Carlem Camisim založili v rakouském přístavu Terst (dnes součást Itálie) společnost Camis & Stock. Ta v roce 1920 koupila lihovar v plzeňském Božkově, kde se od roku 1927 vyrábí Fernet Stock. Tradici mají také některé polské značky společnosti, např. značka Żołądkowa Gorzka vznikla v roce 1950 dle receptu z 19. století.
Novodobá historie společnosti začíná v roce 2007, kdy investiční společnost Oaktree Capital Management koupila a sfúzovala společnosti Eckes a Stock s polskou společností Polmos Lublin. V roce 2009 společnost začala distribuovat importované značky v Chorvatsku, Bosně a Hercegovině. V roce 2012 koupila slovenskou společnost Imperator a německou destilérku Novel Ferm.
Významný byl pro společnost také rok 2013, kdy vstoupila na londýnskou burzu. V roce 2015 otevřela nové logistické centrum v polském Lublinu.

## Hospodaření
V roce 2017 dosáhla tržeb 274,6 mil. EUR a čistého zisku 11,3 mil. EUR. 54 % tržeb získala v Polsku, 25 % v ČR, 10 % v Itálii. Zbylých 11 % tržeb pochází ze segmentu zahrnujícího Slovensko a exportní trhy.
Tržby v roce 2017 vzrostly o 5 %. Nejvyšších tržeb však společnost dosáhla v roce 2013, kdy činily 340,54 mil. EUR. Od té doby se však společnost potýká se slabým hospodářstvím Itálie a propadem v Polsku. Ten odstartovalo zvýšení spotřební daně 2014 a agresivní cenová politika konkurenční společnosti Roust, která tak Stock Spirits připravila o pozici jedničky na polském trhu.

## Strategie
Cílem společnosti je stát se předním producentem destilátů ve střední a východní Evropě, čehož chce dosáhnout růstem prodejů svých i distribuovaných značek, vývojem nových produktů, expanzí na další trhy a akvizicemi menších společností.
Společnost očekává, že bude v budoucnosti těžit z trendu tzv. premiumizace, kdy se spotřebitelé díky příjmům konvergujícím k západní Evropě přesouvají k dražším značkám, u kterých má likérka obvykle vyšší marži.

## Produkty
V České republice působí dceřiná společnost Stock Plzeň-Božkov. Mezi její známé produkty patří např. Božkov Tuzemský, bylinný likér Fernet Stock, vodka Amundsen, rum Republica. V roce 2016 společnost koupila značky Pražská vodka, Nordic Ice a Dynybyl od Bohemia Sektu. Celkově v ČR nabízí asi 70 značek, z toho přes 40 zahraničních. Distribuuje zde 20 značek společnosti Diageo (Johnie Walker, Captain Morgan, Smirnoff, Gordon's, Baileys a další) a od ledna 2018 převzala distribuci 22 značek Beam Suntory (např. Jim Beam).
V Polsku společnost prodává především vodku.
V Itálii tvoří významnou část prodejů ochucené vodky Keglevich a likéry.
V roce 2017 společnost oznámila akvizici 25% podílu ve společnosti Quintessential Brands Ireland Whiskey, která má značky The Dubliber a The Dublin Liberties Distillery.

## Dividendová politika
Spolu s výsledky za rok 2017 oznámila progresivní dividendovou politiku s ohledem na možnosti cash flow, tedy postupný růst absolutní výše dividendy. Při vstupu na burzu v roce 2013 deklarovala záměr vyplácet alespoň 35 % očištěných čistých volných hotovostních toků.
Společnost vyplácí dividendu dvakrát ročně. Poprvé ji vyplatila v roce 2014.
V roce 2016 vyplatila také mimořádnou dividendu. S ohledem na dobrou tvorbu hotovosti, nízké zadlužení a omezené příležitosti akvizic kvůli koronaviru společnost oznámila v prosinci 2020 spolu s výsledky za finanční rok 2020 záměr vyplatit další mimořádnou dividendu a do budoucna zvyšovat normální dividendu rychleji než v minulosti.

## Akcionářská struktura
Společnost měla v době obchodování na burze roztříštěnou akcionářskou strukturu. Největší, 10% podíl, například v dubnu 2018 drželi dva akcionáři M&G Investment Management a společnost Western Gate Private Investments, kterou ovládal Louis Amaral. Ten se ve společnosti angažoval jako aktivistický akcionář. Podíly v řádu jednotek procent měla také řada britských akciových fondů. V srpnu 2021 oznámila lucemburská privátní investiční skupina CVC, že k aktuální ceně akcií přidá 40% a celou firmu přebere, což bylo schváleno. 